# 탬 이란 코드로 테헤란 FSC
탬 이란 코드로 테헤란 FSC는 2009년 해체된 이란의 풋살 선수단이다.

## 우승 기록
- 이란 풋살 슈퍼리그
  - 우승(2): 2004-05, 2007-08
  - 준우승(1): 2005-06

- 이란 풋살 디비전 1
  - 우승(1): 2003-04

## 역대 성적
| 시즌      | 리그               | 순위 | 비고 |
| --------- | ------------------ | ---- | ---- |
| 2003-2004 | 이란 풋살 디비전 1 | 1    | 승격 |
| 2004-2005 | 이란 풋살 슈퍼리그 | 1    |      |
| 2005-2006 | 이란 풋살 슈퍼리그 | 2    |      |
| 2007-2008 | 이란 풋살 슈퍼리그 | 1    |      |
| 2008-2009 | 이란 풋살 슈퍼리그 | 3    |      |